# ホソニシキニナ
ホソニシキニナ（細錦蜷）、学名 Takashius kuroseanus は、イトマキボラ科に分類される海産の巻貝の一種。ホソニシキニナ属 Takashius のタイプ種。属名の Takashius は日本の軟体動物学者・奥谷喬司（1931-2025）への献名で、Takashi（喬司）に接尾辞 「-us」を付けてラテン語の男性名詞形にしたもの。種小名 kuroseanus はタイプ産地である八丈島北方の黒瀬堆（くろせたい）に因む。

## 分布
八丈島近海以南、ニュージーランド、南アフリカまでのインド西太平洋。

## 形態
大きさと形
成貝は殻高20mmから30mm前後。殻は概ね紡錘形で細長く、高い螺塔とやや長い水管溝がある。次体層以上の螺塔は殻高の1/2ほどの高さがあり、水管溝は殻高の1/3弱くらいの長さがある。
原殻（プロトコンク）
原殻は約3層の円錐形で、見える部分の直径は約0.87mm、同じく高さは約1.0mm、最後の1/2層に湾曲した縦肋がある以外は平滑。
彫刻
後成殻の各螺層には6-7本の太い縦肋と、7-8本の螺肋がある。螺肋は太い主肋と、その間にある細い副肋とがあり、いずれも縦肋間では弱く縦肋上では強まる。
色彩
地色はクリーム色から黄褐色、縦肋は褐色に染まり、螺肋は白っぽい。特に周縁に位置する太い螺肋は白く目立つことが多い。また周縁下部と水管溝先端は白っぽくなり水管溝の付け根付近は褐色がかる。
殻口
殻口内は白色で外唇内面に螺肋（内肋）が数本ある。
歯舌
歯舌は1個の中歯と1対の側歯からなる。中歯は縦長の台形で先端には強い3歯尖があり、漫画に出てくる河童や恐竜キャラの足跡を細長くしたような形。側歯はやや湾曲した横長の長方形で、強く発達した5個の歯尖がほぼ全縁にわたって概ね均等に並ぶが、その両端にも目立たない小さい歯尖がある。
蓋
蓋は角質で核は下端にあり、水管溝を除いた殻口をほぼ完全に塞ぐことができる。

## 生態
生きたものは水深150-400mから知られている。

## 分類
原記載
- 原記載名：Fusolatirus kuroseanus Okutani, 1975
- 原記載文献：貝類学雑誌 Venus, Japanese Journal of Malacology vol. 33, no. 4, p. 193, pl. 10, fig 21.
- タイプ産地：Kurose Bank, off Izu islands, south of Honshū, 33°23.5′ N, 139°36.2′ E, 260 m

異名
- Fusolatirus kuroseanus Okutani, 1975
- Latirus kuroseanus (Okutani, 1975)
- Okutanius kuroseanus (Okutani, 1975)
- Pseudolatirus kuroseanus (Okutani, 1975)
- Pseudolatirus leucostriatus Kosuge, 1979[6] (Off Midway Island)

属名の変遷
最初はチョウセンニシ属 Fusolatirus Kuroda & Habe, 1971の種として記載されたが、その後は上記の異名リストにあるとおり他の属に置かれたりした。2018年に本種をタイプ種としてホソニシキニナ属 Okutanius Kantor, Fedosov, Snyder & Bouchet, 2018が創設され、以後はこの属に分類されるようになった。この属名は属のタイプ種であるホソニシキニナを新種として記載した奥谷喬司への献名であったが、昆虫のハバチ科にも Okutanius D. R. Smith, 1981（昆虫学者・奥谷禎一への献名）という同じ綴りの属名が既に存在しており、貝類の Okutanius の方は新参同名で無効名となることが後になって判明した。そこで2022年に同じ著者らによって奥谷喬司の下の名前に由来する置換名 Takashius Kantor, Fedosov, Snyder & Bouchet, 2022が与えられ、本種も置換された新属名のタイプ種となった